# Regne de Dian
El Regne de Dian (xinès: 滇國 o 滇王國) fou establit per la gent de Dian, que vivia al voltant del Llac Dian al nord de Yunnan, Xina del tardà període de Primaveres i Tardors fins a la Dinastia Han Oriental. Els Dian enterraven els seus morts en fosses verticals a cel obert. La llengua dels Dian era relacionada probablement amb les llengües tibetà-birmanes.

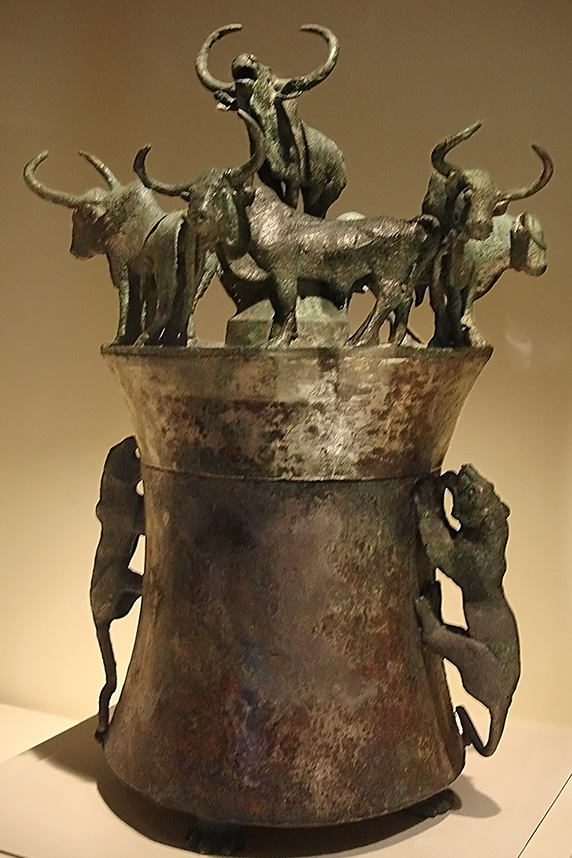
Un recipient per portar petxines (les petxines s'havien utilitzat com a diners a la Xina) amb bous i tigres, fet pel poble Dian durant el període Han Occidental xinès (202 aC – 9 dC)

Zhuan Qiao, que era un general de l'Estat de Chu, va atacar Yunnan al voltant del 279 aC. Mentre sotmetia amb èxit als habitants locals, l'estat de Chu va ser derrotat, i Zhuan Qiao amb això es va proclamar rei de Dian, fundador del regne.